# Xaxa
Xaxa is een dorp in het district North-West in Botswana. De plaats telt 492 inwoners (2011).